# Neu Duvenstedt
Neu Duvenstedt (tysk) eller Ny Duvensted (dansk) er en kommune og en by i det nordlige Tyskland, beliggende i Amt Hüttener Berge i den østlige del af Kreis Rendsborg-Egernførde. Kreis Rendsborg-Egernførde ligger i den centrale del af delstaten Slesvig-Holsten.

## Geografi
Neu Duvenstedt ligger ved udkanten af Hytten Bjerge mellem Rendsborg og Vittensø og ved Bundesstraße 203 fra Rendsborg mod Egernførde. Mod vest løber A7/E45 fra Rendsborg mod Slesvig by.